# Agarista albiflora
Agarista albiflora là một loài thực vật có hoa trong họ Thạch nam. Loài này được (B.Fedtsch. & Basil.) Judd mô tả khoa học đầu tiên năm 1984.